# Ciência e Existência
Ciência e Existência: problemas filosóficos da pesquisa científica é um livro de Álvaro Vieira Pinto publicado em 1967. Obra que aborda a Ciência, Filosofia e pesquisa científica por meio de vários tópicos relacionando esses elementos.

## Sobre o livro

Capa da 2ª edição do livro.

No livro é abordado o conceito de amanualidade, que subsidia diversos outros conceitos do autor tais como de ação, técnica e trabalho, que se relacionam com desenvolvimentos sobre a compreensão de desenvolvimento, indivíduo e sociedade.
Outro conceito abordado é o de humanização, nas palavras do autor:
(...)tornar o homem um bem de produção de si mesmo, para si mesmo, ou seja, que sua ação sobre a realidade deve ser utilizada apenas em benefício de cada homem, para torná-lo mais humanizado na sua compreensão do mundo e nas relações com os semelhantes.
Em certo momento dessa obra o autor se pergunta, Porque o homem quer se conhecer? e nesse esforço intelectual ele responde:
O homem não se dispõe a conhecer o mundo porque o percebe como um enigma que lhe daria "gosto" resolver. Explicações que apelam para a "vontade de decifração de um mistério", de espanto em face das "maravilhas" da realidade (Platão), de "vontade de poder" (Nietzsche) são inteiramente ingênuas, situam-se fora de qualquer base objetiva. A simples e prosaica afirmativa de Aristóteles, no preâmbulo da Metafísica, ao dizer que o homem é um animal naturalmente desejoso de conhecer, tem a superioridade de concordar com a situação de fato, embora falte explicar-nos por que isto acontece. A proposição aristotélica não funda a epistemologia da pesquisa científica porque serve apenas para reconhecer um fato inicial, não oferecendo a explicação dele, que deveria ser o verdadeiro ponto de partida de todas as cogitações subseqüentes. Tal ponto de partida nós o encontramos, se não estamos equivocados, na teoria dialética da existência, ao considerar o homem não um ser (no sentido aristotélico), um animal dotado de atributos invariáveis, mas um existente em processo de fazer-se a si mesmo, o que consegue pelo enfrentamento das obstruções que o meio natural lhe opõe e pela vitória sobre elas, graças ao descobrimento das forças que o hostilizam e dos modos de empregar umas para anular o efeito de outras, que o molestam, o destroem ou impedem de realizar os seus propósitos. O homem não conhece, não investiga a natureza para satisfazer um desejo imotivado, mas para se realizar na condição de ente humano.

## Capítulos
O livro possui 22 capítulos:
1. A necessidade da compreensão filosófica da pesquisa científica
2. A evolução do conhecimento. Os caracteres do conhecimento científico
3. Os dois caminhos da ciência da lógica
4. A ciência como produto existencial das relações entre o homem e o meio
5. A historicidade da razão e a origem do conhecimento metódico
6. Teoria da cultura
7. O conceito de finalidade na teoria da ciência
8. A logicidade do processo natural
9. A significação da lógica dialética
10. Os conceitos e as leis dialéticas. Caráter existencial do pensamento dialético.
11. O papel da prática e a concepção da pesquisa científica como trabalho
12. Os condicionamentos materiais, culturais e sociais do trabalho científico
13. A criação da ciência e a situação existencial do trabalhador científico
14. 0 significado ideológico da pesquisa científica e a formação do pesquisador
15. O trabalho e a transformação das condições da existência
16. A consciência, a alienação do trabalho e o método científico
17. Conceitos usuais no método estatístico
18. Situação existencial e pesquisa científica A definição da pesquisa científica
19. A definição da pesquisa científica
20. O significado dos instrumentos científicos e a interpretação dos resultados da pesquisa
21. Fundamentos sociais da consciência do pesquisador
22. A ciência como processo histórico de domínio da natureza pelo homem